# شیخ‌مراد (یورغیر)
شیخ‌مراد (به ترکی استانبولی: Şıhmurat) یک منطقهٔ مسکونی در ترکیه است که در یورغیر واقع شده‌است.